# Талих, Ян (старший)
Ян Талих (чеш. Jan Talich; 30 октября 1945 — 16 апреля 2020) — чешский альтист. Племянник Вацлава Талиха.
Окончил музыкальную школу имени Сметаны в Пльзене (1959), затем продолжил образование в Пражской консерватории в классе скрипки Йозефа Мицки. В 1966 г. закончил консерваторию, исполнив при выпуске скрипичный концерт Александра Глазунова и Двойной концерт Иоганнеса Брамса (вместе с виолончелистом Евженом Раттаи).
Ещё студентом консерватории организовал в 1964 г. Квартет имени Талиха, назвав его в честь своего дяди. Был постоянным участником этого квартета вплоть до 2000 г., выступив вместе с ним в более чем 3000 концертах и осуществив записи всех квартетов Моцарта, Бетховена, Бартока и Яначека. В 2000 г. в рамках обновления состава квартета передал руководство им своему сыну Яну Талиху (младшему). После этого Талих-старший в большей степени выступал как солист и член жюри разнообразных музыкальных конкурсов, однако продолжал отдавать дань и ансамблевому музицированию в составе струнного трио вместе со скрипачкой Мари Пьер Вандом и виолончелистом Борисом Бохо. «Играть вместе с ним — всё равно что ценителю вина испробовать букет новой бутылки», — заметил Збигнев Корнович, примариус французского Квартета имени Иоахима, по случаю совместного с Талихом исполнения струнного квинтета Иоганнеса Брамса.